# Світлянський
Світля́нський (рос. Светлянский) — починок у Воткінському районі Удмуртії, Росія.
Населення становить 4 особи (2010).
Урбаноніми:
- вулиці — Ісаєнка